# Batocera parryi
Batocera parryi là một loài bọ cánh cứng trong họ Cerambycidae.